# Erklärung über die Anerkennung des Flaggenrechtes der Staaten ohne Meeresküste
Die Erklärung über die Anerkennung des Flaggenrechtes der Staaten ohne Meeresküste ist ein völkerrechtlicher Vertrag.
Das Übereinkommen wurde am 20. April 1921 in Barcelona geschlossen und regelt das Recht von Binnenstaaten, eine eigene Hochseeflotte zu unterhalten.